# Zaireichthys heterurus
Zaireichthys heterurus és una espècie de peix de la família dels amfílid i de l'ordre dels siluriformes.

## Morfologia
- Els mascles poden assolir 3,5 cm de longitud total.
- Nombre de vèrtebres: 33-34.[1]

## Hàbitat
És un peix d'aigua dolça i de clima tropical.

## Distribució geogràfica
Es troba a Àfrica: República Democràtica del Congo.